# Стоцкий, Николай Викторович
Никола́й Ви́кторович Сто́цкий (род. 10 января 1964, Новосибирск, РСФСР, СССР) — советский и российский актёр театра и кино.

## Биография
Николай Стоцкий родился 10 января 1964 года в Новосибирске. В 1985 году он окончил Театральное училище им. Б. В. Щукина (курс Т. К. Коптевой). В 1985—1992 годах работал актёром в Московском драматическом театре им. К. С. Станиславского. В 2002—2006 годах был ведущим телеигры для старшеклассников «Перепутовы острова» на канале «Культура».

## Творчество

### Работы в театре
- «Собачье сердце» — Доктор Борменталь
- «Улица Шолома Алейхема, дом 40» — Федя
- «Танго» — Артур
- «Вишнёвый сад» — Петя Трофимов

### Фильмография
- 1983 — Тревожный вылет
- 1984 — Особое подразделение — Володя
- 1985 — Валентин и Валентина — Валентин
- 1986 — Левша — Левша
- 1987 — Зеркало для героя — Фёдор Петренко, молодой шахтёр
- 1987 — Сказка про влюблённого маляра — Макар
- 1987 — Следствие ведут ЗнаТоКи. Бумеранг — Илья Колесников
- 1988 — Поляна сказок — Кузьма Личиков
- 1989 — Васька — Митя
- 1989 — Камышовый рай —  Кеша Бобров
- 1989 — Счастливчик — Ваня Нечкин
- 1993 — Кумпарсита — тракторист
- 1994 — Графиня Шереметева — Николай Аргунов
- 1994 — Замок — Землемер
- 1996 — Тот, кто нежнее — Гоша
- 2002 — Смотрящий вниз — Труба
- 2003 — Сибирочка — Родион
- 2005 — Мама не горюй 2 — администратор
- 2005 — Убойная сила 6 — Золотарёв
- 2008 — Новая Земля — Волынец
- 2008 — Братья Карамазовы — врач Варвинский
- 2009 — Пелагия и белый бульдог — Корш
- 2014 — Зимы не будет
- 2014 — Уходящая натура — Воронин, кинооператор
- 2021 — Угрюм-река — Константин Фарков, крестьянин, проводник Прохора в путешествии по Угрюм-реке, отец Тимохи
- 2020 - диверсанты Крым
- 2021 - Елизавета - агент Ушакова
- 2021 - Екатерина самозванцы
- 2024 -- Мосгаз - Пеленицын
- 2025 - Натали и Александр - Никита слуга Пушкина